# Caudipteryx
Caudipteryx (gr. "cola emplumada") es un género con dos especies conocidas de dinosaurios terópodos caudiptéridos, que vivieron a principios del período Cretácico, hace aproximadamente 125 millones de años, en el Barremiense, en lo que hoy es Asia. Dos especies han sido descritas, Caudipteryx zoui la especie tipo, en 1998, y Caudipteryx dongi, en 2000. Ambas presentan plumas y son muy parecidas a aves en su apariencia general. Los fósiles de Caudipteryx fueron descubiertos en la Formación Yixian del área de Sihetun en la provincia de Liaoning noreste de China en 1997. Caudipteryx tenía una corta y terminada en abanico, cola con pocas vértebras, como en pájaros y otro oviraptorosauriano S. Tenía una pelvis y un hombro primitivo, y detalles primitivos en el cráneo, en el cuadrado-yugal, escamoso, el cuadrado, yugales, y ventana de la mandíbula, mejilla, quijada, y articulación mandibular. Tiene un esqueleto de la mano con un tercer dedo reducido, como el de los pájaros primitivos y del oviraptórido Ajancingenia.

## Descripción

Comparación de tamaños entre Caudipteryx y un humano.

Caudipteryx, como otros manirraptores, presenta una interesante mezcla de características de ave y de reptil.
En general, las 2 especies de Caudipterix llegaban a medir hasta un metro de longitud y 0,7 de altura y a pesar entre 6 y 7 kilogramos, lo mismo que un gran pavo real. Las características del cráneo, brazos y caderas nos indican que fue un terópodo avanzado, sin embargo poseía un recubrimiento completo de plumas, incluidos brazos similares a alas y una elaborada cola de abanico. Las características anatómicas de este dinosaurio eran muy notables. Este celurosaurio poseía un pico fuerte, cola y brazos emplumados, cráneo pequeño, esqueleto ligero y largos dedos con garras filudas.

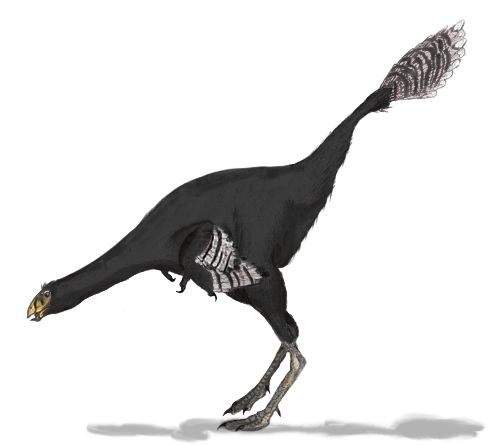
Caudipteryx.

Caudipteryx posee un cráneo cúbico con la región anterior a los ojos acortada. Las aberturas nasales elípticas eran más grandes que la ventana anteroorbital, una característica de las aves modernas. Las quijadas con una estructura con forma de  pico y en el extremo del hocico se conservaban solo cuatro dientes incisivos de la mandíbula superior. Las coronas dentales eran como agujas con las raíces de los dientes cinco veces más anchas que la parte visible de los dientes. Tenía un tronco compacto, piernas largas y era probablemente un corredor rápido. Caudipteryx tenía 12 vértebras cervicales, 9 vértebras dorsales y 22 vértebras de la cola. Las costillas tienen extensiones de gancho, otra característica característica de las aves.
La cola era corta y constituía solo una cuarta parte de la longitud del cuerpo. Los brazos eran delgados y la mano mostraba 3 dedos, siendo el primer metatarsiano solo el 40% más largo que el segundo. El tercer dedo se redujo y mostró solo dos falanges, faltando el ungual, el hueso de la garra. La cavidad de la articulación de la cadera, acetábulo, era grande y casi un cuarto de la longitud del ilion. En el caso de las aves, el acetábulo es solo el 11% de la longitud del ilion. Las patas traseras eran delgadas y más del doble de largas que los brazos, los huesos metatarsianos se alargaban.
En las manos tenía plumas simétricas, estas tenían barbas y raquis y que midieron entre 15-20 centímetros. Estas plumas primarias, se colocaban en forma de una vela a lo largo del dedo dos, como en aves y otros manirraptores. No hay fósiles de plumas secundarias en Caudipteryx que se unían al brazo como en dromeosáuridos, Archaeopteryx y aves modernas. Estas no se presentaban o no se preservaron. Un abanico de plumas adicionales se presentó en el extremo de la cola corta.  La muestra del holotipo muestra once plumas de cola largas en el lado izquierdo de la cola, que probablemente se aparearon con otras once plumas en el otro lado de la cola. Las plumas son similares en contorno a las plumas oscilantes de las aves modernas, consisten en una bandera de plumas hecha de un raquis con un vexilo de barbas y barbilas entrelazadas. Lo corto y la simetría de las plumas, junto con lo corto de los brazos con respecto al tamaño de cuerpo, indican que Caudipteryx no podía volar.

## Descubrimiento e investigación
Los fósiles de Caudipterix han sido hallados en sedimentos de lo que solía ser un lago en Liaoning, provincia de China. Los restos se encontraron en el área de Sihetun cerca de la ciudad de Beipiao, en el miembro Jiulongsong  de la formación Chaomidianzi, parte del grupo Jehol. Esto subyace a la Formación Yixian, la edad de la cual se ha determinado que es del Jurásico Superior al Cretácico inferior. Este género fue nombrado e identificado por Philip Currie, Ji Qiang, Mark Norell y Ji Shuan basandoce en el holotipo NGMC 97-4-A, un esqueleto con plumas y el paratipo NGMC 97-9-A. Dos especies han sido descritas, la primera C. zoui, en 1998 es considerada la especie tipo y C. dongi, basado en  IVPP V.12344, un esqueleto parcial de un individuo incompleto con extremidades anteriores casi completas, extremidades posteriores, pelvis e impresiones de plumas fue encontrado en Zhangjiagou, Sihetun, en 2000. El fósil fue recolectado en el verano boreal de 1998 por el equipo del Instituto de Paleontología de Vertebrados y Paleoantropología de la Academia de Ciencias China. El espécimen procede de la formación Yixian en la localidad de Zhangjiagou a unos 3 kilómetros del famoso sitio de Bepiao, provincia de Liaoning en el Noreste de China. Es un esqueleto casi completo con impresiones de plumas y mejor articulado que los dos ejemplares de C. Zoui

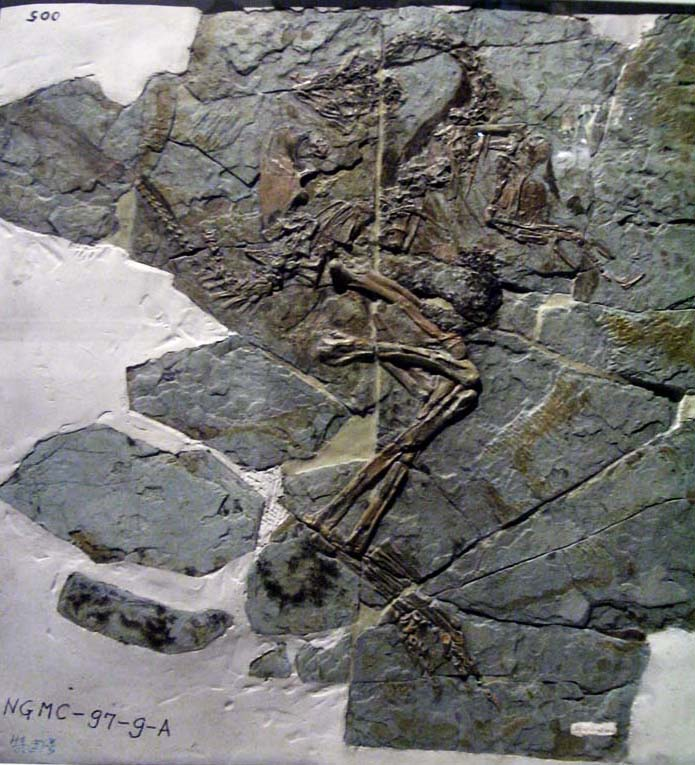
Esqueleto de Caudipteryx en el Museo de Ciencias de Hong Kong.

El descubrimiento de Caudipteryx llevó a unos de los mayores estudios de las relaciones entre las aves y los dinosaurios. Este debate llegó a varias conclusiones que se pueden resumir en estos puntos: Caudipteryx es un miembro de Oviraptorosauria, o un ave, o ambos, y las aves pueden ser o no dinosaurios. Debido a que Caudipteryx posee indiscutibles plumas penaceas, como las aves modernas, y debido a que muchos análisis cladísticos lo consideran un dinosaurio no aviano, ovirráptorido, y provee a tiempo de su descripción una de las pruebas más fuertes que las aves descienden de dinosaurios. Lawrence Witmer dijo:
```
«La presencia de indiscutibles plumas en un indiscutible terópodo no aviano tuvo la fuerza de una bomba atómica, eliminando cualquier duda sobre las relaciones entre las aves y los terópodos.»
[
5
]
}
```

Sin embargo, no todos los científicos apoyan la teoría que Caudipteryx es indiscutiblemente no aviano, y algunos dudan del consenso entre los paleontólogos como Alan Feduccia, que se opone que las aves son terópodos y Caudipteryx es un ave no voladora no relacionada con los dinosaurios. Jones et al. en 2000 encontraron que Caudipteryx es un ave debido a comparaciones matemáticas en las proporciones del cuerpo entre aves no voladores y terópodos no avianos. Dyke and Norell, en 2005, criticaron estos análisis y por su parte obtuvieron los resultados opuestos. Otros investigadores como Zhou, que no participan en el debate en el origen de las aves, considera que las relaciones de Caudipteryx son debatibles.

## Clasificación

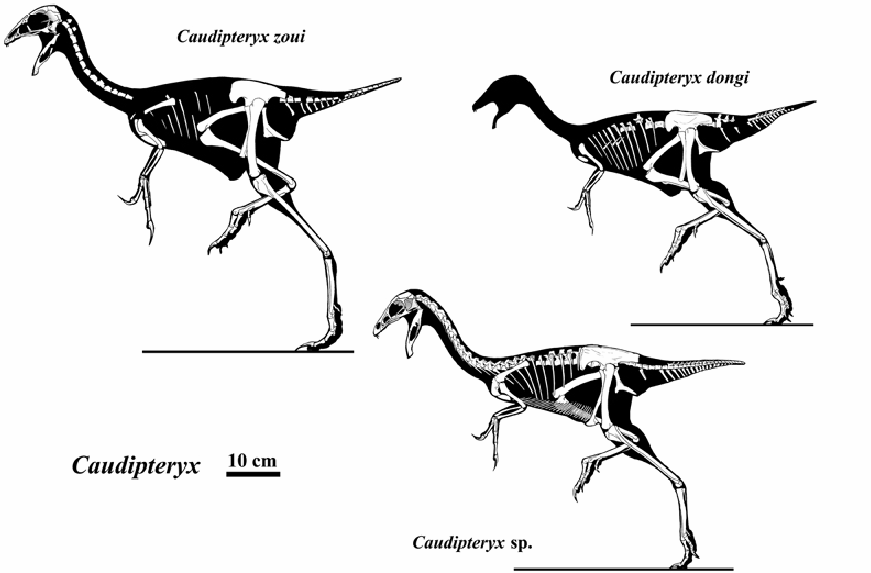
Reconstrucción esquelética de tres especímenes de Caudipteryx

Es consenso entre la mayoría de los paleontólogos que realizaron el análisis cladístico, que Caudipteryx es un miembro basal de la familia Oviraptoridae, y los ovirráptoridos son dinosaurios no avianos. Incisivosaurus es el único ovirráptorido más primitivo.
Halszka Osmolska et al. (2004) han llegado a una conclusión distinta en su análisis cladístico. Ellos observaron que posee más características de aves que los ovirráptorido actualmente colocando al clado entre aves, es más considera a Caudipteryx es a la vez ovirráptorido y ave. En sus análisis, los pájaros evolucionaron de los terópodos más primitivos, y uno de esos linajes de aves perdieron la capacidad de volar, presentaron atavismos y se volvieron los ovirráptoridos. Este análisis fue lo suficientemente persuasivo para ser incluido en libros de texto paleontológicos como el Vertebrate Paleontology del 2005 de Benton.
Esta visión de que el Caudipteryx perdió la capacidad de volar en forma secundaria es la preferida por Gregory S. Paul, Lü et al., and Maryanska et al..
Otros como Stephen Czerkas y Larry Martin concluyeron que Caudipteryx no es un dinosaurio téropodo. Ellos sostienen que Caudipteryx, como todos los manirraptores, son aves no voladoras, y que las aves evolucionaron de ancestros arcosaurios no dinosaurios.

### Sistemática
En la descripción de Anzu wyliei, miembro de la familia Caenagnathoidea, Lamanna et al. realizaron un análisis cladistico con su posterior cladograma colocando Caudipteryx dentro Oviraptorosauria.
|  | Similicaudipteryx yixianensis                                          |
|  |                                                                        |
|  | \| \| Caudipteryx zoui \| \| \| \| \| \| Caudipteryx dongi \| \| \| \| |
|  |                                                                        |
|  | Caudipteryx zoui                                                       |
|  |                                                                        |
|  | Caudipteryx dongi                                                      |
|  |                                                                        |

|  | Caudipteryx zoui  |
|  |                   |
|  | Caudipteryx dongi |
|  |                   |

|  | Avimimus portentosus |
|  |                      |
|  | Caenagnathoidea      |
|  |                      |

|  | Similicaudipteryx yixianensis                                          |
|  |                                                                        |
|  | \| \| Caudipteryx zoui \| \| \| \| \| \| Caudipteryx dongi \| \| \| \| |
|  |                                                                        |
|  | Caudipteryx zoui                                                       |
|  |                                                                        |
|  | Caudipteryx dongi                                                      |
|  |                                                                        |

|  | Caudipteryx zoui  |
|  |                   |
|  | Caudipteryx dongi |
|  |                   |

|  | Avimimus portentosus |
|  |                      |
|  | Caenagnathoidea      |
|  |                      |

|  | Similicaudipteryx yixianensis                                          |
|  |                                                                        |
|  | \| \| Caudipteryx zoui \| \| \| \| \| \| Caudipteryx dongi \| \| \| \| |
|  |                                                                        |
|  | Caudipteryx zoui                                                       |
|  |                                                                        |
|  | Caudipteryx dongi                                                      |
|  |                                                                        |

|  | Caudipteryx zoui  |
|  |                   |
|  | Caudipteryx dongi |
|  |                   |

|  | Avimimus portentosus |
|  |                      |
|  | Caenagnathoidea      |
|  |                      |

|  | Similicaudipteryx yixianensis                                          |
|  |                                                                        |
|  | \| \| Caudipteryx zoui \| \| \| \| \| \| Caudipteryx dongi \| \| \| \| |
|  |                                                                        |
|  | Caudipteryx zoui                                                       |
|  |                                                                        |
|  | Caudipteryx dongi                                                      |
|  |                                                                        |

|  | Caudipteryx zoui  |
|  |                   |
|  | Caudipteryx dongi |
|  |                   |

|  | Avimimus portentosus |
|  |                      |
|  | Caenagnathoidea      |
|  |                      |

## Paleobiología

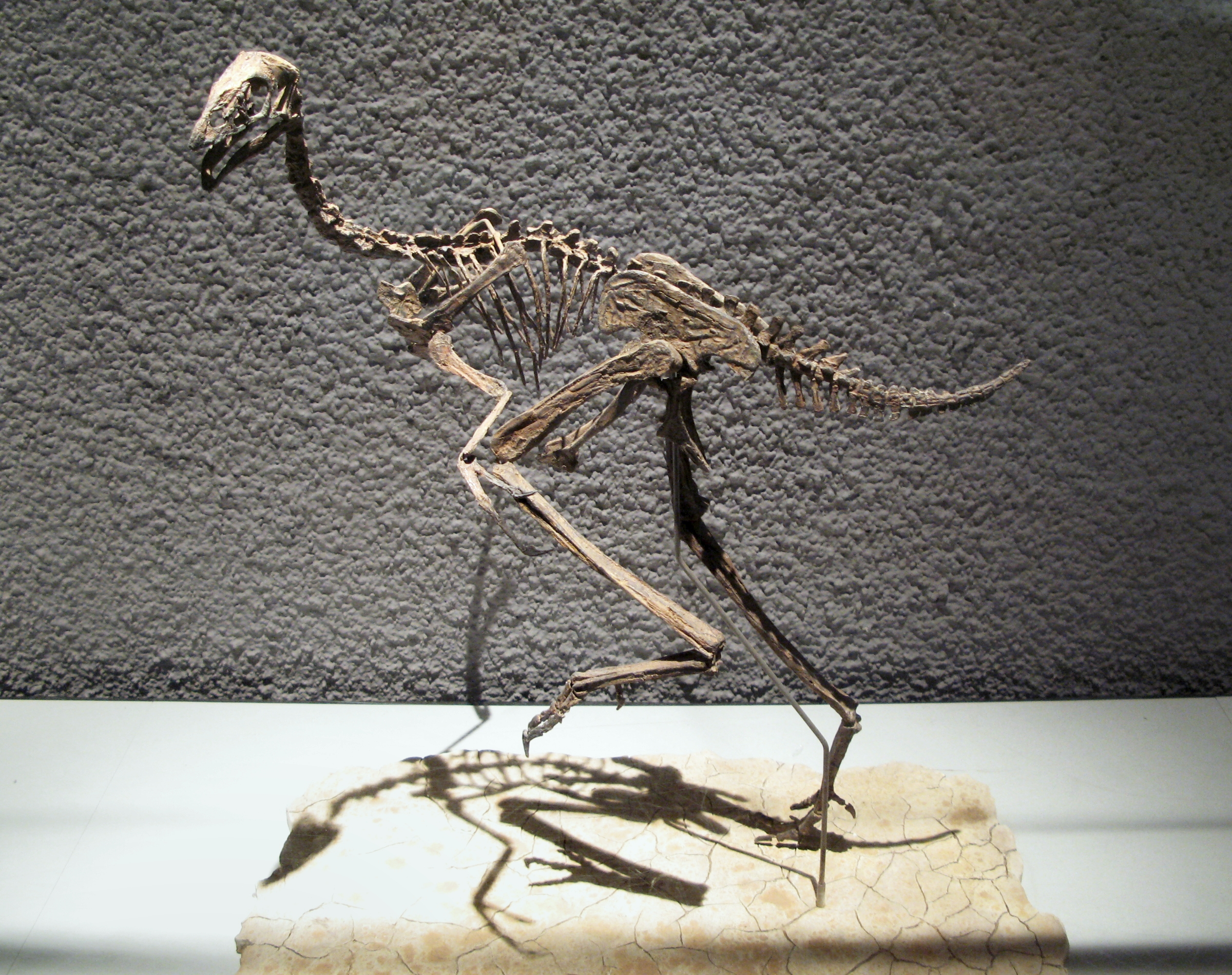
Esqueleto montado de un espécimen de Caudipteryx zoui.

### Alimentación
Caudipteryx es considerado como un omnívoro. En al menos dos especímenes de Caudipteryx, NGMC 97 4 A y NGMC 97 9 A, se han preservados gastrolitos. En algunos dinosaurios herbívoros, en el avialano Sapeornis, y en las modernas aves, estas piedras se han descubierto en la posición del buche. 
Tenía un pico semejante al de las aves revestido de dientes superiores largos. Su pico fuerte y ganchudo lo usaba para atrapar y comer a su presa, pero necesitaba de gastrolitos para triturar los alimentos en el estómago, quizá porque el pico no estaba lo suficiente desarrollado para triturar totalmente la comida. El caudipteryx se alimentaba principalmente de insectos, mamíferos pequeños, aves primitivas y lagartijas.

### Velocidad
El Caudipteryx no tenía los brazos muy largos pero las patas traseras sí. Este dinosaurio era corredor y probablemente muy veloz, aunque no se ha calculado su velocidad de manera formal. Se ha propuesto que el Caudipteryx no usaba su velocidad para atrapar presas sino para escapar de grandes depredadores.

### Plumas
En las manos de Caudipteryx sostenían plumas simétricas y penaceas que tenían barbas y raquis y que medían entre 15-20 centímetros de largo. Estas plumas primarias estaban dispuestas en un abanico en forma de alas a lo largo del segundo dedo, al igual que las plumas primarias de las aves y otros maniraptores. Ningún fósil de Caudipteryx zoui conserva plumas secundarias adheridas a los antebrazos, como se encuentra en dromeosáuridos, Archaeopteryx y aves modernas. O estas plumas del brazo no se conservaron, o no estaban presentes en Caudipteryx en vida. Un abanico adicional de plumas existió en su cola corta. La brevedad y la simetría de las plumas, y la brevedad de los brazos con relación al tamaño del cuerpo, indican que Caudipteryx no era volador.El cuerpo estaba cubierto por una capa de plumas cortas, simples, parecidas a plumas.
La cola del Caudipterix era como un gran abanico de plumas que llegaba a medir hasta 2 decímetros y se desplegaba desde los huesos cortos de su cola, actuando como estabilizadores cuando corría. Las plumas de la cola eran semejantes a las plumas que tenían a lo largo de los brazos.
Su cola era muy corta en comparación con la de cualquier otro dinosaurio no aviano. Esto afectó la forma como se mantenían las patas y el pequeño espacio para el caudofemoralis. Al igual que en otros manirraptores, los músculos de las rodillas se volvieron muy importantes. Ya que al paso de la evolución su cola se redujo en tamaño y peso, la parte superior del cuerpo se hizo pesada. Tal vez el fémur se sostenía de manera horizontal y no vertical para ayudar a traer las patas hacia adelante y equilibrar el cuerpo. Tomado en cuenta dichos características, el Caudipterix pudo correr siguiendo patrones similares a la del avestruz.

#### ¿Volador o terrestre?
La forma de la pluma y la estructura total del cuerpo demuestran que el caudipterix no era volador sino terrestre. Las plumas largas pudieron ser de colores brillantes pero tan solo para desplegarlas, para asustar a los enemigos o para atraer a la pareja.

#### La importancia de las plumas
El cuerpo del Caudipterix estaba cubierto de plumas sedosas y acolchadas, usadas probablemente para protegerse del frío. Parece probable que el Caudipterix fue homeotermo, de "sangre caliente" y producía por tanto su propio calor corporal. El aislamiento frente al frío habría sido importante para este dinosaurio, al igual que es importante para las aves actuales.